# Imizamo Yethu

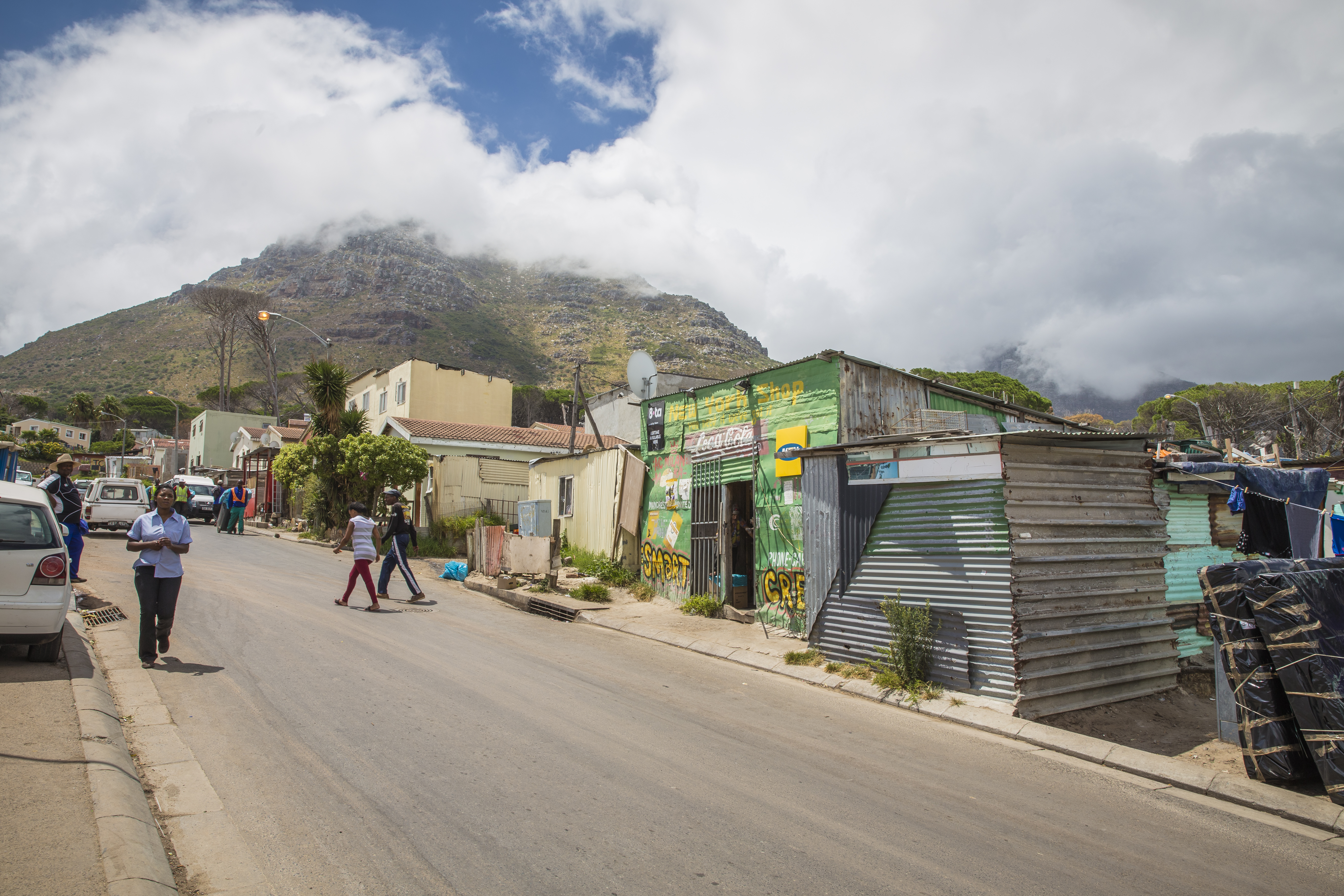
Imizamo Yethu, le township informel construit à Hout Bay

Imizamo Yethu (également appelé Mandela Park) est un township d'Afrique du Sud, situé à l'est de Hout Bay dans la province du Cap-Occidental au sud de la ville du Cap. Il est administrativement directement rattaché à la municipalité métropolitaine de la ville du Cap.

## Étymologie
Le nom officiel de Imizamo Yethu (par la lutte collective en xhosa) et celui de Mandela Park (en référence à Nelson Mandela) sont parfois utilisés de manière interchangeable pour désigner le même township.

## Localisation
Le township de Imizamo Yethu est situé à l'est de Hout Bay, au sud de la ville du Cap. Géographiquement, Imizamo Yethu est enclavé à l'est de Hout Bay, entre deux quartiers aisés de la ville  (Tierboskloof au nord et Penzance Estate au sud). 

## Démographie
Selon le recensement de 2011, Imizamo Yethu  compte 15 538 habitants, essentiellement issus de la communauté bantou (91,61 %) de langue xhosa (59,50 %). Les Coloureds représentent 3,71 % des habitants et les blancs environ 0,12 % des résidents.
À titre de comparaison, la localité de Hout Bay compte pour sa part 17 900 résidents, principalement issus de la communauté blanche (57,40 %). Les Noirs n'y représentent que 6,79 % des habitants tandis que les coloureds, population majoritaire au Cap, représentent 32,28 % des résidents.

## Historique
Le township de Imizamo Yethu s'est développé de manière informelle à la fin des années 1980 et au début des années 1990, à la suite d'invasions par des centaines de personnes sans domiciles fixes, de propriétés privées ou de terrains appartenant à l’État. Le conseil des services régionaux du Cap-Occidental mit alors à disposition de ces squatteurs quelque 18 hectares de terrains forestiers non construits situés dans l'est de la vallée de Hout Bay, dans une zone jusque-là réservée à la seule population blanche. Au début, quelque 450 personnes s'installent dans ce qui est (et demeure en grande partie) un bidonville.  
Avec la fin du Group Areas Act en 1991, le phénomène de migration vers Le Cap et les villes de la péninsule du Cap s'amplifie. En 1993, le bidonville de Mandela Park, qui prendra par la suite le nom officiel de Imizamo Yethu, est découpé en parcelles et reçoit ses démarcations. Progressivement, le nombre d'habitants du bidonville finit par presque rattraper le nombre total d'habitants de Hout Bay, finalement directement géré et administré par la métropole du Cap.

## Situation sociale
Imizamo Yethu est un quartier qui souffre de pauvreté, de criminalité et de chômage endémique, bien que le niveau de ce dernier soit légèrement inférieur à celui des autres townships de la péninsule et est très inférieur à celui qui sévit en zone rurale. Au contraire de nombreux townships situés loin des villes et des anciennes zones résidentielles blanches, Imizamo Yethu a la particularité d'être situé au cœur d'un secteur résidentiel aisé et d'une zone touristique populaire. Cette situation a facilité une certaine interaction entre les zones pourvoyeuses d'emplois (les résidents des quartiers aisés, le port) et le township.

## Administration
Peuplé quasi exclusivement de populations bantoues originaires du Cap-Oriental, Imizamo Yethu ne jouit pas du statut officiel de quartier de Hout Bay, au contraire du township coloured de Hangklip et est directement géré par la municipalité métropolitaine de la ville du Cap.

## Politique
Situé au cœur d'un bastion de l'Alliance démocratique (de 52 % à 97 % selon les différentes circonscriptions d'Hout Bay), le quartier d'Imizamo Yethu marque sa particularité en votant massivement pour le congrès national africain (87 %) lors des élections générales sud-africaines de 2014.